# 간대토양
간대토양(間帶土壤)은 1938년 미국 농무부에서 분류한 토양의 범주 중 하나로, 이 분류의 간대성토양목(間帶成土壤目)을 이룬다. 기후와 식생보다는 지형이나 모암(母巖) 등의 토양 생성 인자에 영향을 받아 형성된 국지적인 토양으로, 지구 전체를 놓고 보면 성대토양 사이에 분포한다.

## 종류
- 테라로사
- 화산회토
- 레구르
- 이탄토
- 글레이토

## 같이 보기
- 성대토양